# 鈴木敬彦
鈴木 敬彦（すずき よしひこ、1934年6月7日 - 2022年7月26日）は、日本の実業家。遠州鉄道株式会社の第6代社長。

## 経歴・人物
静岡県浜松市出身。遠州鉄道株式会社の第2代社長の鈴木俊雄氏の次男で、1958年に慶應義塾大学法学部を卒業後、遠州鉄道株式会社に入社。1994年から2005年まで11年間遠州鉄道第6代社長を務めた。社長在任中はバブル崩壊後の厳しい経営環境の中で「お客様第一主義」を掲げ、事業の多角化を推進しグループ経営の礎を築いた。また、1988年の遠鉄百貨店開業の担当役員として準備を主導し、1990年 - 1994年には遠鉄百貨店の社長も務めた。また、遠州鉄道の保険事業を全国有数のアメリカンファミリー販売代理店に育てあげたほか、遠州鉄道社長時代に路線バスの利用促進に向けて浜松市と「オムニバスタウン計画」を展開。超低床ノンステップバスやバス接近表示機を備えたハイグレードバス停、電車バス共通ICカードなどを全国に先駆けて導入した。

### 職歴[4]
- 1958年4月 遠州鉄道株式会社入社。浜松営業所に配属
- 1964年6月 経理部会計課長
- 1966年6月 自動車部計画課長
- 1967年12月 自動車部磐田営業所長
- 1968年12月 総務部庶務課長
- 1971年12月 自動車部業務管理課長
- 1973年6月 自動車部次長兼営業課長
- 1975年12月 自動車部長
- 1978年6月 取締役自動車部長
- 1980年6月 取締役総務部長
- 1980年11月 取締役管理本部長
- 1985年6月 常務取締役
- 1986年6月 専務取締役
- 1989年6月 取締役副社長
- 1994年6月 取締役社長
- 2005年6月 取締役会長
- 2007年6月 相談役
- 2014年6月 顧問

### 団体歴
- 1984年5月 浜松流通業務センター運営協議会 副会長
- 1995年5月 社団法人静岡県バス協会 会長
- 1995年5月 社団法人静岡県観光協会 副会長
- 1995年5月 社団法人日本民営鉄道協会 監事
- 1995年8月 社団法人日本バス協会地方交通委員会委員長
- 1996年6月 静岡県広告協会 副会長

### 賞勲
- 1990年6月 中部運輸局長表彰受賞
- 1995年10月 運輸大臣表彰受賞
- 1997年11月 藍綬褒章受章
- 2004年11月 旭日小綬章受章